# Monte Teverone
Il Monte Teverone è una montagna delle Prealpi bellunesi alta 2.345 m, situata nel comune di Chies d'Alpago. Seconda cima per altezza del Gruppo Col Nudo-Cavallo, è un massiccio di tre cime.
La vetta è priva di rifugi alpini e bivacchi fissi.

## Accessi
- Da Chies d'Alpago-frazione di Montanes per la Casera Degnona e la Busa de Valars.
- Da Chies d'Alpago-frazione di Funes per la Casera Venal